# 베르세르크 (만화)
베르세르크(일본어: ベルセルク)는 만화가 미우라 켄타로가 연재하였던 만화이다. 작가의 사망 이후 판권을 이어받은 회사, '스튜디오 가가'에서 제작하여 연재 중이다. 동명의 TV 애니메이션이 방영된 적이 있으며, 마찬가지로 동명의 게임이 출시되어 있다.
'베르세르크'라는 제목은 "미쳐 날뛰는"이라는 뜻을 가진 영어 Berserk를 독일어 Berserker[bεr|zεrkɐ]와 유사하게 발음한 것(일본 발음으로 오해하는 경우가 있는데, 북유럽식 본토 발음직술이다. 일본에선 Berserk를 バーサーカー[바ː사ː카ː]로 발음한다.)으로, 북유럽계 노르웨이의 고대 게르만계 전사인 '버서커(광전사:늑대 혹은 곰 가죽 갑옷으로 경무장을 하고 마약에 취한 체 전장에서 도끼로 적과 대치하는 광포한 이미지의)에서 모티브를 따 왔다. 선정적이고 잔인한 장면들로 인해 한국 내에서는 '19세미만 구독불가' 도서이다.
작가인 미우라 켄타로가 2021년 5월 6일 급성 대동맥 박리로 사망함으로써 연재가 한동안 중단되었다. 그 후 2022년 6월부터 작가의 친구이자 같은 만화가인 모리 코우지(森 恒二)의 감수하에, 스튜디오 가가에서 자체적으로 연재를 재개하게 되었다.

## 등장인물

### 주요 인물
- 가츠(Guts)

성우 - 성완경
원래는 용병단인 매의 단의 돌격대장. 싸울 때는 엄청나게 큰 검을 휘두른다. '매의 단'은 크고 작은 전투에서 수많은 무훈을 세워 미들랜드에서 높은 명예를 얻었지만, 남의 꿈에 휘둘리는 인생이 아닌 자기 자신만의 꿈을 위해 나아가는 인생을 살아가기 위해 매의 단을 떠났다. 가츠가 떠나자 충격을 받은 그리피스는 이성적인 판단을 못하였고 왕녀를 범하게 된다. 따라서 그에 대한 죄로 그리피스는 미들랜드 국왕의 지시에 따라 1년 동안 투옥됐다가 가츠 일행에게 겨우 구출되었다. 이후 그리피스가 고드 핸드를 소환하면서 매의 단원 전체는 강마의 의식에 제물로 바쳐졌다. 가츠와 캐스커는 해골기사의 도움으로 일식에서 살아남았지만 나머지 매의 단원은 전멸했으며 이 과정에서 가츠는 오른쪽 눈과 왼쪽 팔을 잃었다. 이 후 가츠와 캐스커의 몸에는 '제물'의 상징인 낙인이 찍히고 이 낙인은 악마를 부르게 되었다. 강마의 의식 때 잃은 한쪽 팔에 대포가 달린 의수를 장착하고 큰 검을 휘두르며, 그리피스에게 복수하고 캐스커를 지키기 위한 검은 검사로서 살아간다.
- 캐스커(Casca)

성우 - 윤미나
원래는 용병단인 매의 단 서열 2위의 대대장이었으며 그리피스를 짝사랑했었다. 그리피스가 높은 지위를 얻기 위한 수단으로 샬로트 왕녀에게 관심을 보인 이후에는 가츠와 연인이 된다. '매의 단'의 크고 작은 전투에서 수많은 무훈을 세워 미들랜드에서 높은 명예를 얻었지만, '매의 단' 리더인 그리피스가 고드핸드를 소환하면서 매의 단원 전체는 고드핸드 의식에 제물로 바쳐졌다. 가츠와 캐스커는 해골기사의 도움으로 살아남았지만 나머지 매의 단원은 전멸했으며 캐스커는 의식 때의 끔찍한 체험으로 정신 퇴행을 일으켜 자신의 의지를 잃고 방황했다. 이후 우연히 매춘부들의 마을에 흘러들어갔고 거츠를 만나 구조되지만 여전히 가츠를 알아보지 못하고 오히려 가츠를 피한다.
- 그리피스(Griffith)

성우 - 김승준, 윤미나(유년기)
매의 단의 리더. 어릴 때부터 자신의 나라를 가지고자 꿈을 키워왔고, 자신의 꿈을 위해서라면 수단과 방법을 가리지 않고 어떤 치욕이라도 견뎌낸다. 전쟁에서 큰 공훈을 세워 그 보상으로 귀족으로 대접받게 되었으나, 샬로트 왕녀와 통정했던 것이 국왕에게 발각되어 고문 끝에 폐인이 된다. 폐인이 되어버려 무너져버린 자신의 꿈을 다시금 이룰 수 있는 방법으로 고드핸드가 되는 길을 택하게 되고, 자신의 꿈을 위해 가츠를 포함한 자신의 모든 부하들을 제물로 삼아 버린다. 강마의 의식 도중 해골기사가 나타나 가츠와 캐스커는 구출되며 나머지 매의 단원들은 고드핸드의 의식에서 제물로 바쳐졌다. 이후 육체를 얻어 다시 현세에 나타나고 자신의 나라를 얻으려 한다. 고드핸드로서의 이름은 페무토(Femto/フェムト).

### 주변 인물
- 파크 (Puck)

가츠와 여행을 함께 하는 엘프. 그의 가루에는 치료의 효능이 있다. 가츠가 구해준 후로 가츠를 따라다닌다.
- 이시도르 (Isidro)

좀도둑 소년. 가츠의 전투를 본 후 가츠와 같은 최고의 검사가 되고자 하는 마음에 무작정 가츠를 쫓아 나선다.
- 파르네제 드 반디미온 (Farnese de Vandimion)

성철쇄기사단의 지휘관. 고귀한 귀족 가문에서 태어나 잔혹하고 제멋대로인 성격이지만 신을 향한 신앙심이 깊다. 검은 검사 가츠를 쫓는 과정에서 자신의 신앙에 의문을 갖게 되고 결국 세르피코와 함께 가츠의 여행에 동참하게 된다.
- 세르피코 (Serpico)

파르네제의 종자 겸 이복 오빠. 힘은 가츠보다 못하지만 검술은 상당한 실력자. 파르네제를 따라 성철쇄기사단에 합류하지만, 사도와의 전투에서 성철쇄기사단이 전멸하게 되고 이후 파르네제를 따라 가츠를 찾아나선다. 파르네제의 안전을 위해 가츠를 죽이고 가츠 일행의 위험한 여행에서 파르네제를 보호하고 싶어하지만, 파르네제의 결심이 확고하여 가츠 일행을 돕고 있다.
- 해골 기사 (Skull Knight)

성우 - 안장혁
그리피스에 의한 강마의 의식에서 제물로 바쳐질 뻔한 가츠와 캐스커를 구출한 장본인으로 가츠의 숨은 조력자이다. 불사신 조드와 단기로 결투를 벌인 적도 있다. 정체는 미상이나 여러 내용상 아래와 같은 내용에 이야기가 유력해 보인다.[해골기사의 정체는 고대 대륙을 지배했던 패왕이다. 패왕은 무도한 짓을 서슴지 않는 무자비함과 대륙을 통일하는 유능함을 동시에 갖춘 전무후무한 왕이었다. 그는 현자인 보이드를 박해했고 그 결과 보이드는 고드핸드가 되어 왕국을 멸망시켜 버린다. 왕국을 멸망시킨 보이드에 복수하기 위해 대륙을 배회하며 고드핸드와 그들의 사도에 대항하고 있다.]
- 조드 (Zodd)

성우 - 한상덕
불사신이라는 별명을 갖고 있는 사도. 그리피스가 인간이던 시절 매의 단과 전투를 벌인 적이 있다. 고드 핸드로 전생한 그리피스가 육체를 얻어 현세에 다시 나타난 후 그리피스의 부하가 된다.

### 고드 핸드
- 보이드

성우 - 한상덕
고드 핸드의 리더격이라 볼 수 있다. 강마의 의식 자체를 총괄하고 있으며 의식의 제물들에게 낙인을 찍는 역할을 담당한다. 그의 정체를 추측하면 패왕 가이제릭에 의해 박해받았던 현자로, 박해에 대한 복수로 패왕이 다스리던 왕국의 백성들을 제물로 바쳐 최초의 고드 핸드가 되었다는 말이 있다. 그는 최초의 고드 핸드가 아니며, 보이드 전에도 다른 고드 핸드가 있었다.
- 유빅

성우 - 정재헌
과거나 환영을 보여주는 능력이 있다.
- 콘라드

성우 - 안효민
고드 핸드의 강마의 의식이 시작되면 신의 제단을 일으키는 역할을 한다. 그 외에 특별한 활동이나 역할은 없어보이며, 질병과 관련된 고드핸드라고 추측 된다. 그 이유는 질병을 옮기는 쥐떼로 형상화 된 적이 있다.
- 슬렁

성우 - 김하영
일명 뱃속의 창부. 고드 핸드 5인방 중 유일하게 여성이며 뱃속의 창부라는 별칭답게 남자를 밝힌다.
- 페무토

성우 - 김승준
매의 단을 제물로 바쳐 전생한 그리피스의 고드 핸드로서의 이름.

## 애니메이션
미우라 켄타로 원작, 타카하시 나오히토 감독의 1997년판 TV 애니메이션. 13권 중반까지의 내용을 애니메이션화 한 작품이다. 극장판 황금시대편은 제1작부터 제3작까지순으로 개봉되었다. 이후, 2016년 7월부터 신 시리즈로서 방영되었다.

## 게임
Sammy Studios에서 2004년 8월 7일 PS2용으로 발매한 액션 게임. 이전에 드림캐스트용 게임도 발매된 적 있다. 2016년 9월 코에이 테크모가 개발한 베르세르크 무쌍이 출시되었다.